# Epimecis fraternaria
Epimecis fraternaria là một loài bướm đêm trong họ Geometridae.